# 나의 판타집
《나의 판타집》은 SBS에서 UHD로 2021년 1월 6일부터 2021년 3월 31일까지 방송 중인 예능 텔레비전 프로그램이다.

## 기획 의도
- 출연자가 평소 로망으로 꿈꾸던 '워너비 하우스 (판타집)'와 똑같은 현실의 집을 찾아, 직접 살아보면서 자신이 꿈꾸는 판타지의 집을 구체화하는 과정을 담은 관찰 프로그램[2]

## 방송 시간
| 방송 채널 | 방송 기간                        | 방송 시간 | 방송 시간                       | 비고      |
| --------- | -------------------------------- | --------- | ------------------------------- | --------- |
| SBS TV    | 2020년 8월 18일, 8월 25일        | 1부       | 매주 화요일 저녁 8:55 ~ 밤 9:30 | 시범 편성 |
| SBS TV    | 2020년 8월 18일, 8월 25일        | 2부       | 매주 화요일 밤 9:30 ~ 9:55      | 시범 편성 |
| SBS TV    | 2021년 1월 6일 ~ 2021년 3월 31일 | 1부       | 매주 수요일 밤 9:00 ~ 9:50      | 정규 편성 |
| SBS TV    | 2021년 1월 6일 ~ 2021년 3월 31일 | 2부       | 매주 수요일 밤 9:50 ~ 10:35     | 정규 편성 |

## 출연진

### 진행자
| 역대 | 진행자                         | 진행 기간                        | 비고 |
| ---- | ------------------------------ | -------------------------------- | ---- |
| 1대  | 박미선, 류수영, 유현준, 장성규 | 2021년 1월 6일 ~ 2021년 3월 31일 |      |

## 게스트

### 1회, 2회
- KCM
- 윤보미, 박초롱 (에이핑크)

### 3회, 4회
- 이기광, 손동운 (하이라이트)
- 이동국

### 5회, 6회
- 박기웅
- 이선빈

### 7회, 8회
- 윤은혜
- 표창원
- 앤디 (신화)
- 김광규

### 9회, 10회
- 엄현경
- 적재
- 샘 김
- 홍석천
- 왁스

## 시청률

### 2021년 시즌1
| 회차 | 방송일   | AGB 시청률     |
| 회차 | 방송일   | 대한민국(전국) |
| ---- | -------- | -------------- |
| 1    | 1월 6일  | 2.8%           |
| 1    | 1월 6일  | 3.4%           |
| 2    | 1월 13일 | 3.2%           |
| 2    | 1월 13일 | 3.7%           |
| 3    | 1월 20일 | 3.4%           |
| 3    | 1월 20일 | 3.6%           |
| 4    | 1월 27일 | 3.7%           |
| 4    | 1월 27일 | 2.7%           |
| 5    | 2월 3일  | 2.9%           |
| 5    | 2월 3일  | 2.7%           |
| 6    | 2월 10일 | 2.0%           |
| 6    | 2월 10일 | 2.3%           |
| 7    | 3월 3일  | 4.0%           |
| 7    | 3월 3일  | 4.1%           |
| 8    | 3월 10일 | 3.1%           |
| 8    | 3월 10일 | 2.9%           |
| 9    | 3월 17일 | 2.7%           |
| 9    | 3월 17일 | 3.0%           |
| 10   | 3월 24일 | 2.8%           |
| 10   | 3월 24일 | 2.6%           |
| 11   | 3월 31일 | 2.9%           |
| 11   | 3월 31일 | 3.0%           |

## 결방 및 편성변경 사유

### 2021년
- 2월 17일 ~ 24일 : 당신이 혹하는 사이 편성으로 인한 결방.

## 동일 소재 프로그램
대한민국
- 구해줘! 홈즈 (MBC)
- 건축탐구 - 집 (EBS)
- 좋은 아침 하우스 (SBS)
- 홈데렐라 (TV조선, 라이프타임, SBS F!L 공동 편성)
- 바퀴 달린 집 (tvN)

일본
- 와타나베의 건물탐방 (TV 아사히)

미국
- 집 나와라 뚝딱(영어판) (HGTV)